# واتانابي كازان
واتانابي كازان (باليابانية: 渡辺崋山؛ بالكانا: わたなべ かざん) هو رسام وكاتب ياباني، ولد في 20 أكتوبر 1793 في Miyakezaka ‏ في اليابان، وتوفي في 23 نوفمبر 1841 في تاهارا في اليابان بسبب طعن.

## وصلات خارجية
- واتانابي كازان على موقع الموسوعة البريطانية (الإنجليزية)